# Mandaat
Mandaat is de bevoegdheid om in naam van een ander te handelen, maar zonder de daarbij horende verantwoordelijkheid. Bij mandateren worden geen bevoegdheden overgedragen. De mandaatgever blijft zelf bevoegd. Delegeren daarentegen betekent wel het overdragen van bevoegdheden, inclusief de verantwoordelijkheid. Een mandaatgever blijft bevoegd de gemandateerde bevoegdheid zelf te hanteren.
In het bestuursrecht vermeldt een krachtens mandaat genomen besluit namens welk bestuursorgaan het besluit is genomen. Er worden in het bestuursrecht drie categorieën mandaat onderscheiden: het beslissingsmandaat, het uitvoeringsmandaat en het ondertekeningsmandaat.

## Voorbeelden
Een voorbeeld hiervan is de handtekeningsbevoegdheid die kan worden verstrekt door middel van een ondertekeningsmandaat.
Een ander voorbeeld is de Veiligheidsraad van de Verenigde Naties die een VN-macht met een afgeleid mandaat, bestaande uit een aantal taken en bevoegdheden, naar een conflictgebied kan sturen.